# Шеффер, Адольф Львович
Адольф Львович Шеффер (29 ноября 1924, Одесса — 23 марта 2020, Севастополь) — советский, украинский и российский архитектор. Участник восстановления Севастополя, главный архитектор Военморпроекта (1978—2010). Заслуженный архитектор УССР (1989).

## Биография
Родился 29 ноября 1924 года в Одессе в семье кинорежиссёра Л. Б. Шеффера. В 16 лет посещал художественный кружок Одесского Дворца пионеров.
Участник Великой Отечественной войны. В октябре 1941 года был мобилизован и отправлен в трудармию на рытьё окопов между Ростовом и Таганрогом. В августе 1942 года Адольф Шеффер был призван и стал курсантом Харьковского пехотного офицерского училища в Намангане, но к моменту окончания заболел и был комиссован. Служил в райвоенкомате в Ферганской области. После двух месяцев лечения в апреле 1944 году он был уволен из армии. Младший лейтенант.
Окончил Московский архитектурный институт в 1950 году. С 1950 года А. Л. Шеффер работал в Севастополе в Горпроекте. Принимал активное участие в возрождении города после разрушений войны.
Из интервью А. Л. Шеффера о работе коллектива архитекторов над генеральным планом Севастополя: «Как вы считаете, стоило ли сохранять те немногие здания, что сохранились в годы войны? — Конечно, стоило. Изначально обсуждался генплан архитектора Григория Бархина. Он предлагал совершенно новый город с другой трассировкой улиц. Это было нереально. А наш архитектор Валентин Артюхов и главный архитектор Юрий Траутман в 1948 году сделали вариант генплана на старой сетке улиц с учётом тех зданий, которые сохранились. Постепенно город наращивал мускулы, появлялись новые здания, улицы, троллейбус, возвратился во всей мощи флот. В мое время в Севастополе не было видно гражданских людей за тельняшками — моряки заполоняли все улицы, это был удивительный военно-морской город. Город разросся в разные стороны настолько, что уже представить себе нельзя, что я ходил в Херсонес по полю, потому что не было этого микрорайона. Кстати, улицу Гагарина, которая туда идет, тоже я проектировал, как и Горпищенко».
С 1963 года работал в Военморпроекте, где в 1971 году стал главным инженером проекта. С 1978 года — главный архитектор Военморпроекта, проработал в должности до 2010 года.
В январе 1989 года ему присвоено звание Заслуженный архитектор УССР. В октябре 2008 года он был избран членом-корреспондентом Академии архитектуры Украины.
Поэт-любитель. Издал четыре сборника стихов.
Умер 23 марта 2020 года. Похоронен в Севастополе на кладбище Коммунаров. Скульптурный портрет на памятнике работы скульптора С. А. Чижа, ранее подаренный А. Л. Шефферу на его 50-летие.

## Известные проекты
Начальник Военморпроекта полковник В. И. Фомин характеризовал А. Л. Шеффера: «Он смело брался за создание проектов большой архитектурной значимости, его решения были жизненны, чужды вычурности и помпезности, замыслы продуманны, интересны и современны. Это — основные черты его творчества».
Архитектурная деятельность Шеффера в основном приходится на Севастополь, но также известны его проекты в Киеве, Николаеве, Измаиле, Ялте, Подмосковье, Сухуми. Соавторами архитектора Адольфа Шеффера в многих проектах были народный художник скульптор С. А. Чиж и заслуженный архитектор Украины А. И. Баглей.

### Здания и проекты планировок
- корпус Морского гидрофизического института РАН
- центральный рынок «Пассаж»
- комплекс зданий Киевского высшего военно-морского политического училища (ныне корпуса Киево-Могилянской академии) (1967)
- военный санаторий в Алупке
- многоуровневый пляж в Алупке. Комплекс террас получил грамоту «За лечебно-климатический пляж, удачно вписанный в уникальный пейзаж Южного берега Крыма».
- военный санаторий в Геленджике
- комплексы жилых зданий на Корабельной стороне в Севастополе
- комплекс сооружений океанариума ВМФ в бухте Казачьей
- дом на проспекте Октябрьской Революции
- жилой микрорайон Фадеева-Щитовая на 440 квартир для моряков ЧФ
- здание Дома Москвы на пл. Нахимова

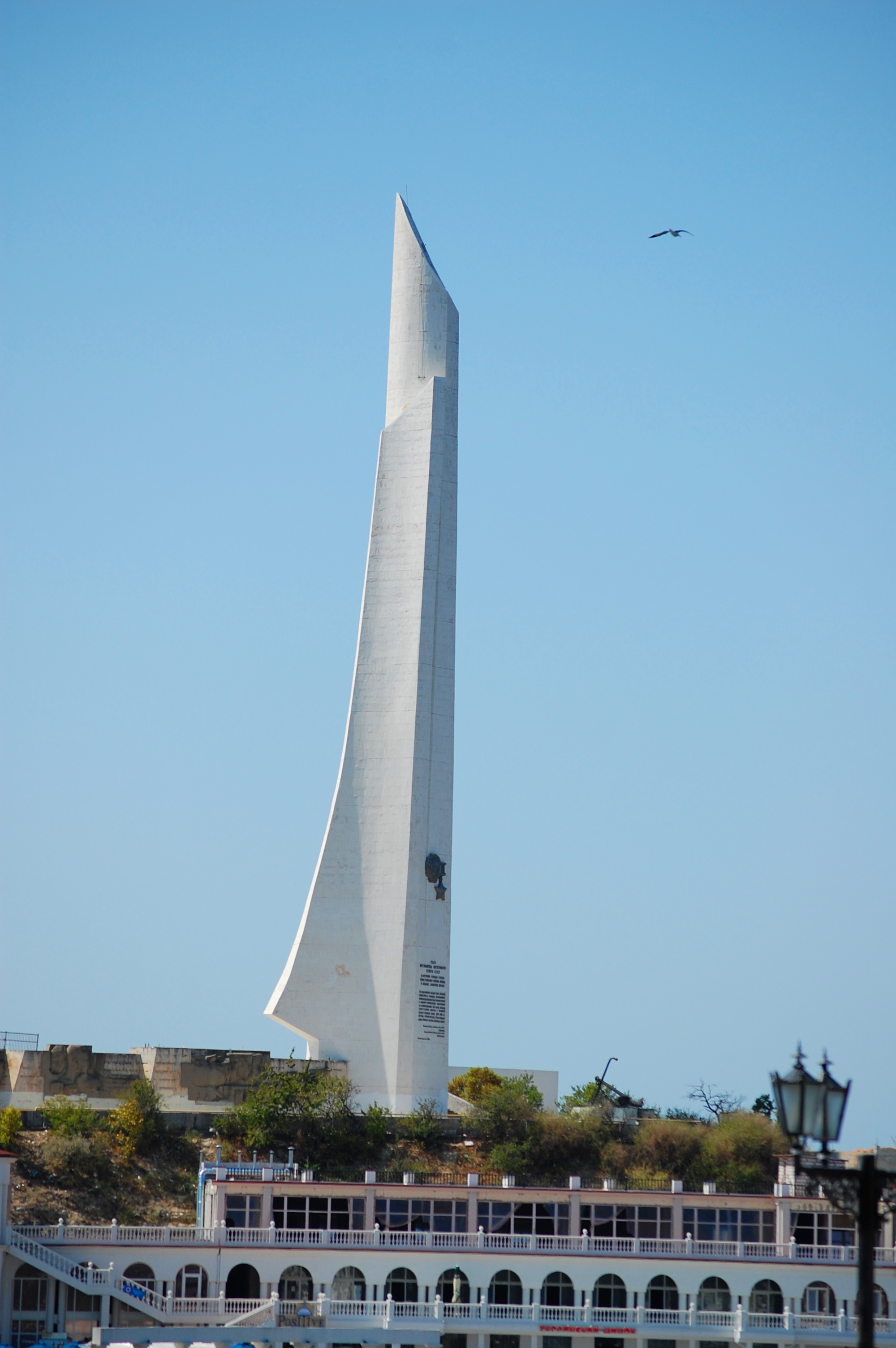
Обелиск городу-герою Севастополю
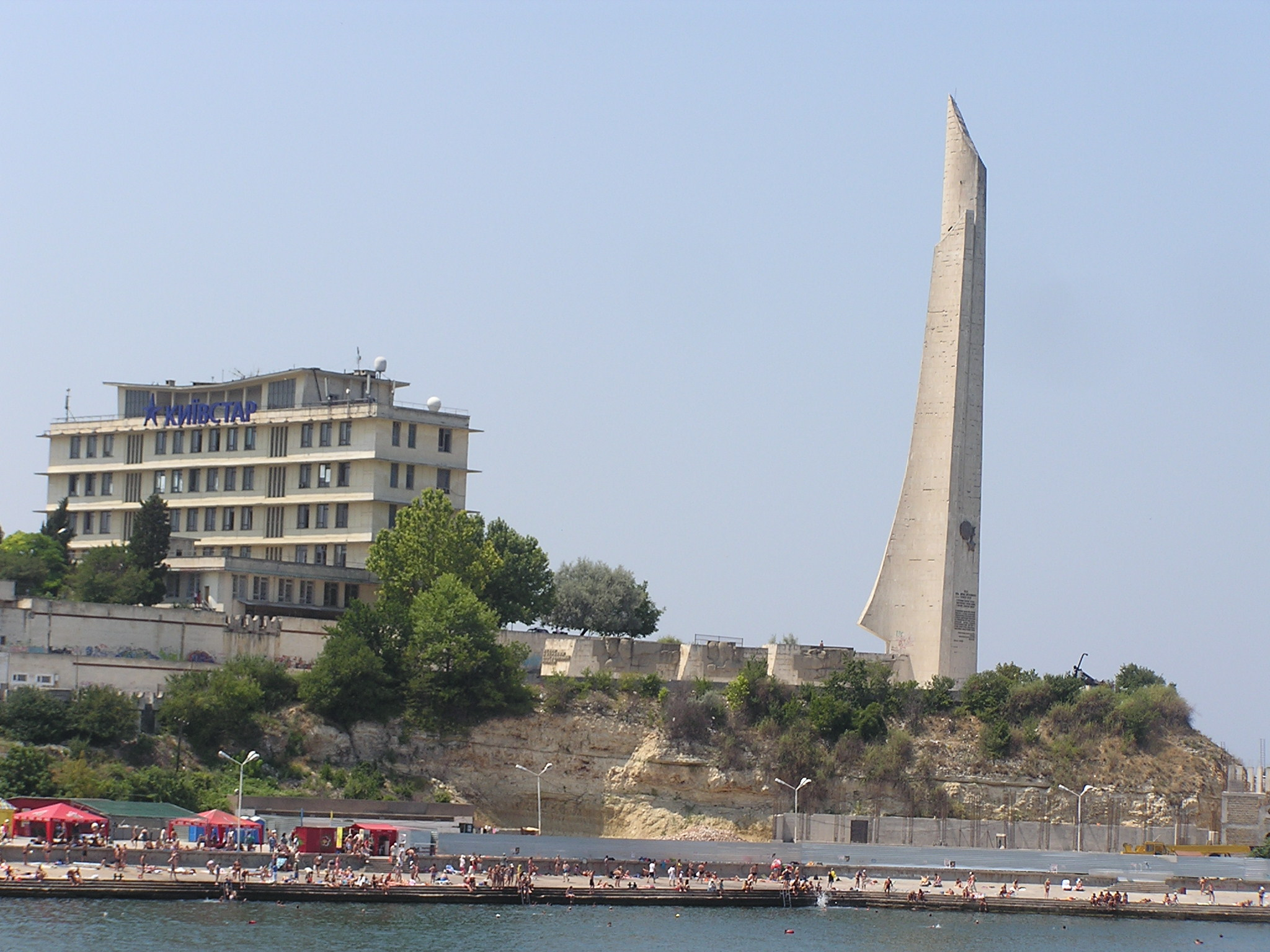
Корпус Морского гидрофизического института РАН (слева)

### Мемориальные сооружения
- Обелиск городу-герою Севастополю (1977), скульпторы — И. В. Макогон, С. А. Чиж; архитекторы — М. Т. Катернога, И. Г. Шамсединов, Е. П. Вересов, А. И. Баглей, А. Л. Шеффер  Объект культурного наследия народов РФ регионального значения. Рег. № 921711029010005 (ЕГРОКН)
- Памятник Героям-подводникам (1983), скульптор С. А. Чиж  Объект культурного наследия народов РФ регионального значения. Рег. № 921711307570005 (ЕГРОКН)
- Триумфальная арка в честь 200-летия Севастополя (1983), скульптор В. В. Яковлев
- памятник адмиралу Ф. С. Октябрьскому
- памятник руководителю обороны Севастополя Б. А. Борисову
- памятник адмиралу Ф. Ушакову во дворе штаба ЧФ (1991), скульптор Г. А. Черниенко
- Памятный знак адмиралу Ф. Клокачеву
- Памятный знак адмиралу В. Корнилову
- Памятный знак экипажу линкора Севастополь
- памятник медикам в городе Саки

ряд других мемориальных сооружений и памятников 

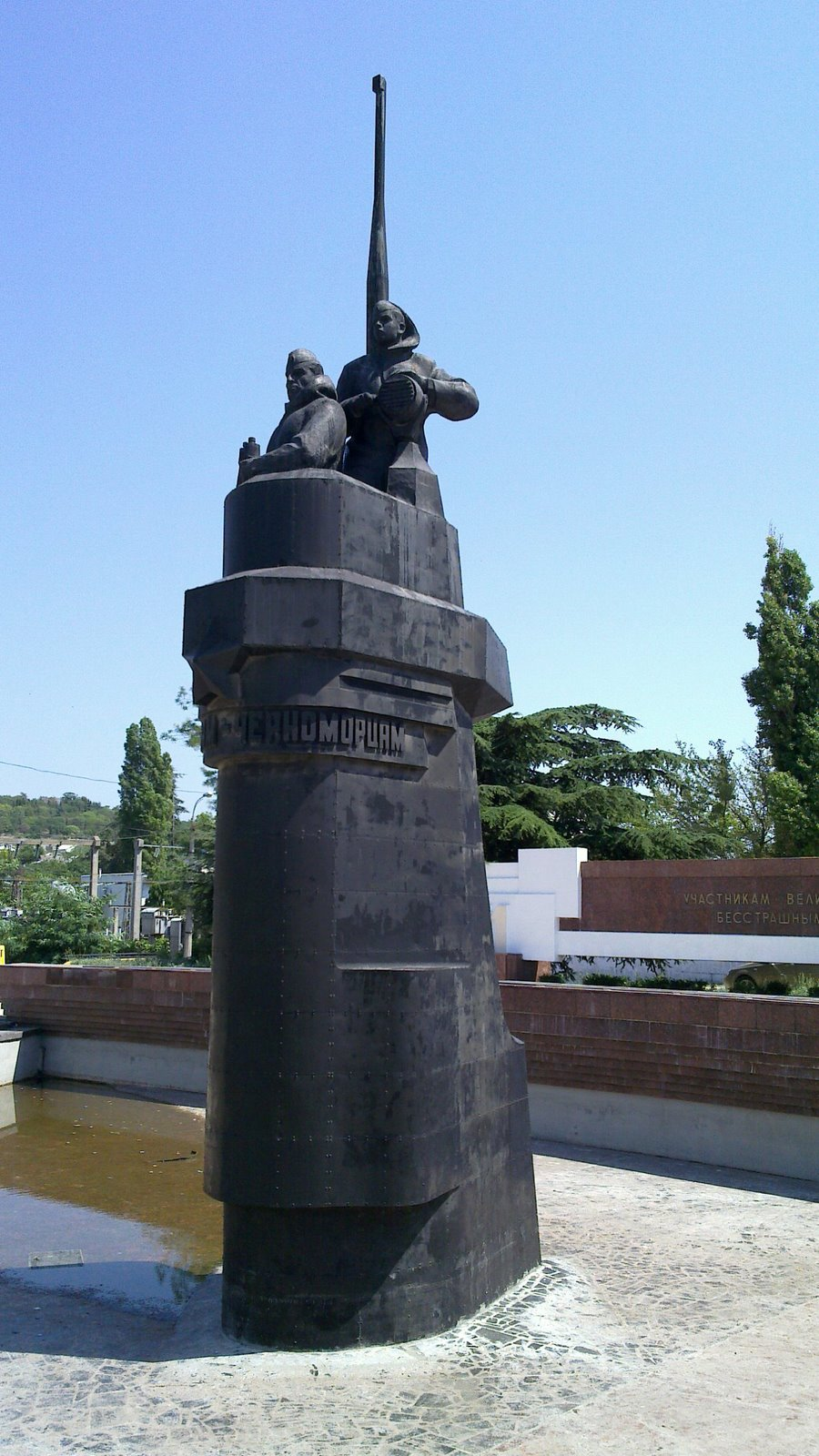
Памятник героям-подводникам (в соавторстве со скульптором С. А. Чижом)
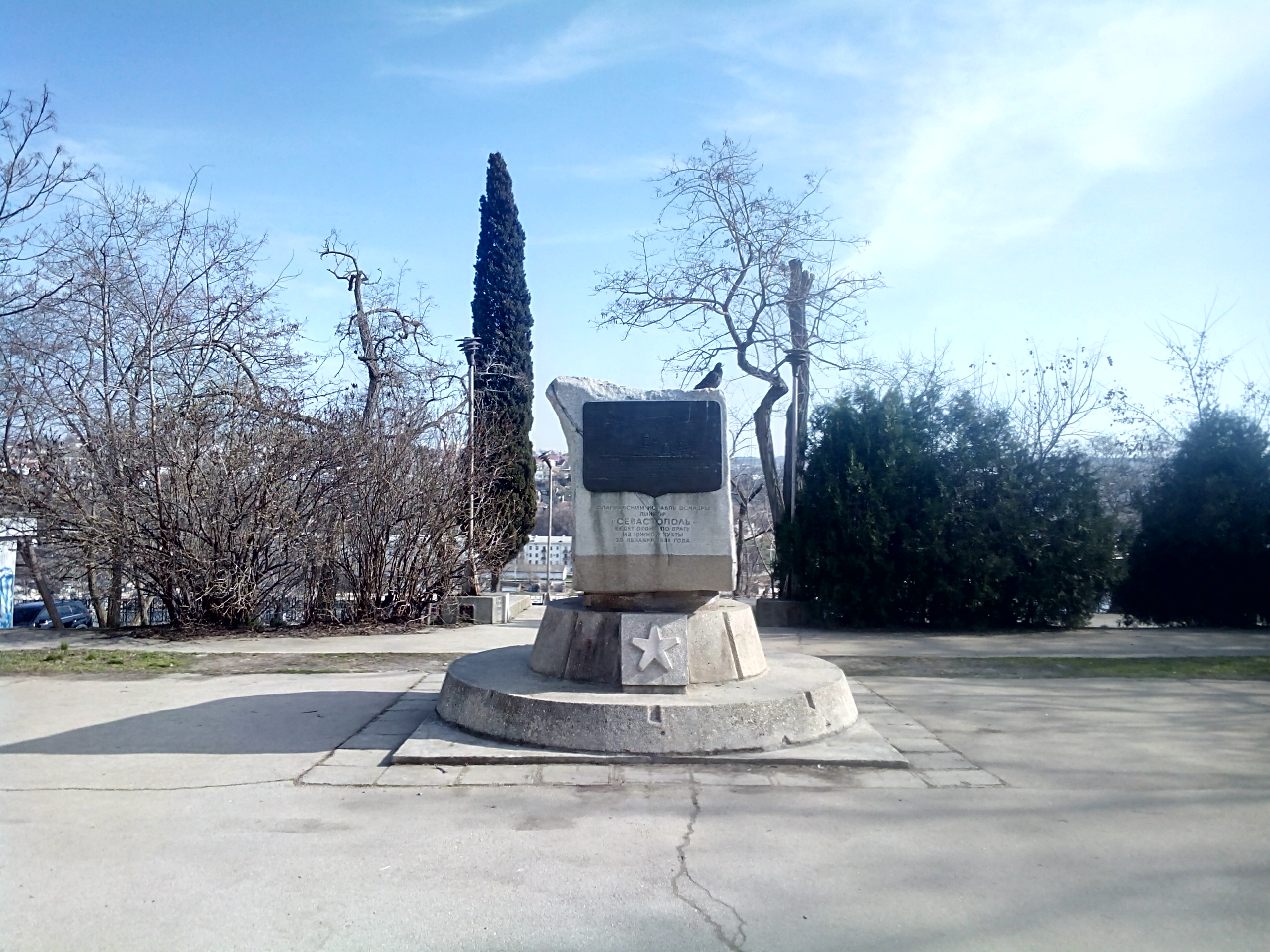
Памятник линкору "Севастополь"
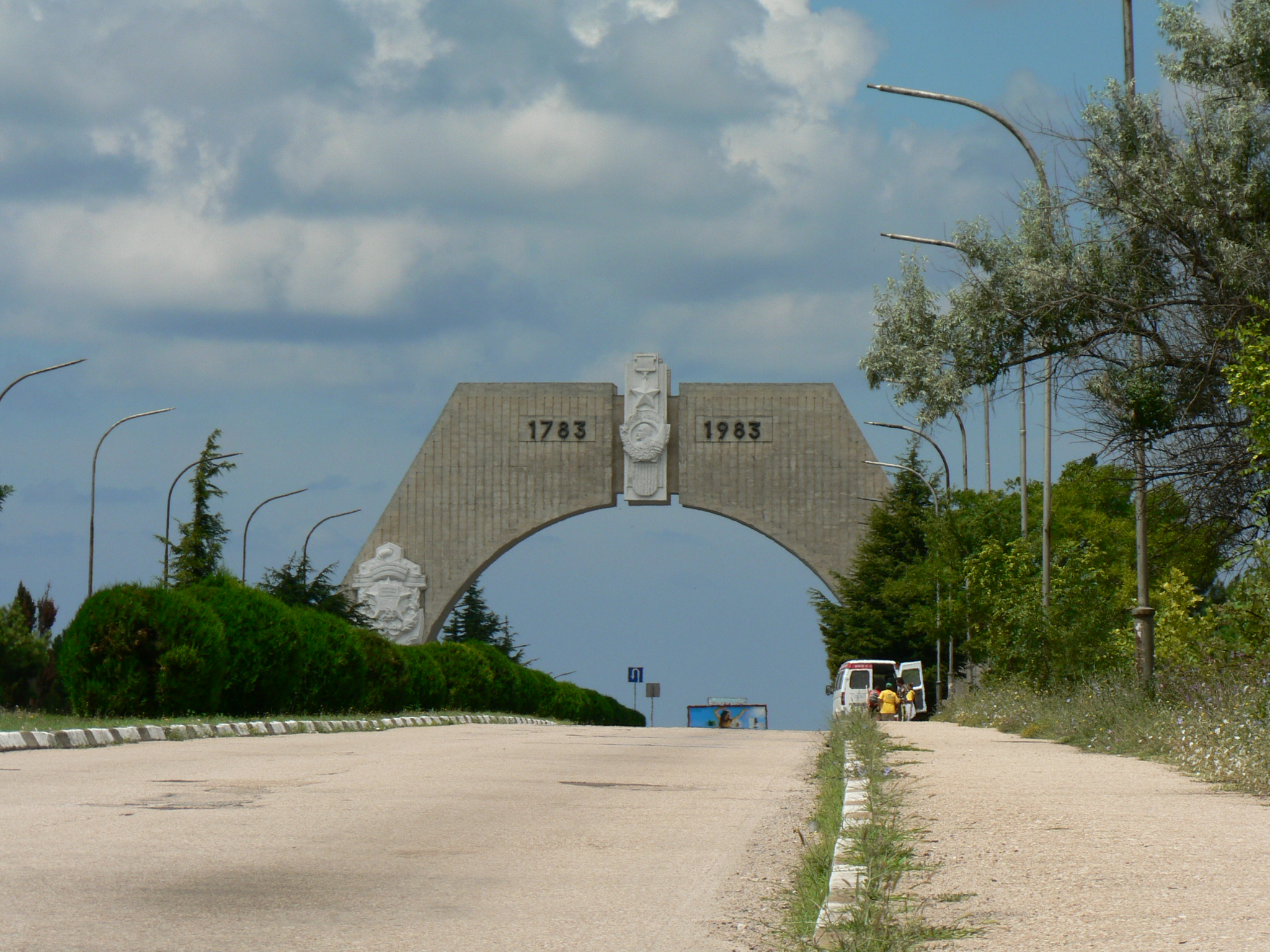
Триумфальная арка в честь 200-летия Севастополя (в соавторстве со скульптором  В. В. Яковлевым)

### Реконструкции
Автор архитектурной части проектов реконструкции Дворца пионеров, Памятника затопленным кораблям, памятников на 1-м бастионе, 2-м бастионе, 3-м бастионе, на Малаховом кургане, памятника Балаклавскому сражению, памятника 51-й армии на Сапун-горе. Мемориал личному составу линкора «Новороссийск» в 1990 году дополнен гранитными плитами с именами 543 погибших моряков-черноморцев. Авторы проекта — архитекторы А. Л. Шеффер, А. И. Баглей, резчик по камню И. Степанов.